# Mikrophytophagie
Die Mikrophytophagie ist die Ernährungsweise von extrem kleinen Tieren, die lebende Mikroorganismen als Nahrung nutzen. Man spricht von mikrophytophagen oder auch von mikrobivoren Organismen.
Beispiele für mikrobivore (engl. microbivores) Tiere sind verschiedene Vertreter der Webspinnen (Araneida), Hundertfüßer (Chilopoda), Fadenwürmer (Nematoden) und Weberknechte (Opiliones). Zu den als Nahrung dienenden Mikroorganismen zählen Bakterien, Pilze und Protozoen.
Wenn es sich bei der Beute um Pilze handelt, spricht man auch von Mycetophagie und von mykophagen oder auch fungiphagen (engl. fungivores) Organismen. Bakteriophage Organismen, auch als bakterivor (engl. bacteriophagous, bacterivorous) bezeichnet, ernähren sich von Bakterien. Hierbei handelt es sich meist um Einzeller (Protozoen). Phykophage Räuber fressen Algen.

## Beispiele

### Fadenwürmer
Ein bekanntes Beispiel für mikrobivore Fadenwürmer ist Caenorhabditis elegans, ein gut untersuchter Modellorganismus. Adulte erreichen etwa einen Millimeter Länge, der Durchmesser liegt bei 65 µm. Dieser Nematode ernährt sich von Bakterien, im Labor wird bei der Züchtung dieses Wurms oft das Bakterium Escherichia coli als Ernährungsmittel verwendet. Auch der in der Antarktis vorkommende Nematode Scottnema lindsayae ernährt sich mikrobivor. Zur Ernährung dienen wahrscheinlich verschiedene Bakterien, Actinomyceten und Hefepilze. Andere Beispiele für mikrobivore Nematoden sind Acrobeloides buetschlii und Acrobeloides tricornus.

### Milben
Bei den Milben (Acari) finden sich auch fungiphage, sich also von Pilzen ernährende Arten. Hierzu zählen z. B. verschiedene Vertreter der Familien Pyemotidae, Lordalychidae und Tarsonemidae. Wenn es sich hierbei auf die spezielle Verdauung von in der Zellwand von Pilzen befindlichem Chitin bezieht, ist der Ausdruck fungiphag allerdings nicht ganz richtig. Bei Chitin führen die im Darm befindlichen Bakterien die eigentliche Zersetzung (durch das Enzym Chitinase) durch.

### Hexapoden
Beispiele von fungiphagen Springschwänzen (Collembolen) sind Folsomia fimetaria und Isotoma anglicana. Bei den Mücken und Fliegen sind es z. B. Vertreter der Familien der Pilzmücken (Mycetophilidae), Buckelfliegen (Phoridae) und Tummelfliegen (Platypezidae).